# Agrotis leonoides
Agrotis leonoides är en fjärilsart som beskrevs av Robert W. Poole 1989. Agrotis leonoides ingår i släktet Agrotis och familjen nattflyn. Inga underarter finns listade i Catalogue of Life.